# Veliki Tabor
Veliki Tabor je středověký hrad na severozápadě Chorvatska, v oblasti Záhoří, osm kilometrů od města Pregrada. Jeho základ byl postaven ve 12. století, hlavní části v 15. století a 16. století. Jeho jádro tak náleží ke gotice, mohutné kruhové věže a bastion jsou renesanční. Rozloha hradu je 3340 metrů čtverečních. Stavitelem hradu byl zejména maďarský šlechtický rod Ráttkayů, který ho vlastnil do roku 1793. V současnosti je ve vlastnictví státu a funguje jako muzeum. Podle některých spekulací stojí hrad na místě starořímské pevnosti z 2. století, spekuluje se také, zda v minulosti nebyl obklopen mořem. Od roku 2002 se na hradě každoročně koná festival krátkých filmů. Poslední velká rekonstrukce proběhla v letech 2008–2011. Hrad usiluje o zápis na seznam Světového dědictví UNESCO. Pověsti kolem hradu se týkají hlavně Veroniky Desenické, již dal patrně zavraždit její nepřející tchán Heřman II. Celjský.